# Karegud, Devadurga
Karegud là một làng thuộc tehsil Devadurga, huyện Raichur, bang Karnataka, Ấn Độ.